# Deutsche Edelstahlwerke Specialty Steel
Deutsche Edelstahlwerke Specialty Steel GmbH & Co. KG mit Hauptsitz in Witten ist ein Unternehmen in der Herstellung und Bearbeitung von Edelstahllangprodukten. Es umfasst die Standorte Witten, Siegen, Krefeld, Hagen und Hattingen, an denen rund 4.000 Mitarbeiter jährlich fast eine Million Tonnen Edelstahl erzeugen und bearbeiten. Die Deutschen Edelstahlwerke gehören zur Swiss Steel Group.

## Geschichte
Das Unternehmen Edelstahl Witten-Krefeld entstand 1994, die Edelstahlwerke Südwestfalen im Jahre 2004. Die Stammwerke entstanden in der Mitte des 19. Jahrhunderts. Beide Unternehmen wurden 2005 von Swiss Steel übernommen. 2007 entstand die Deutsche Edelstahlwerke GmbH aus der Fusion von Edelstahl Witten-Krefeld und Edelstahlwerke Südwestfalen.
Seit Dezember 2016 teilt sich das Unternehmen in die drei Bereiche Deutsche Edelstahlwerke Specialty Steel GmbH & Co. KG (Produktion), Deutsche Edelstahlwerke Sales GmbH & Co. KG (Vertrieb) und Deutsche Edelstahlwerke Services GmbH (Verwaltung) auf.

## Produkte

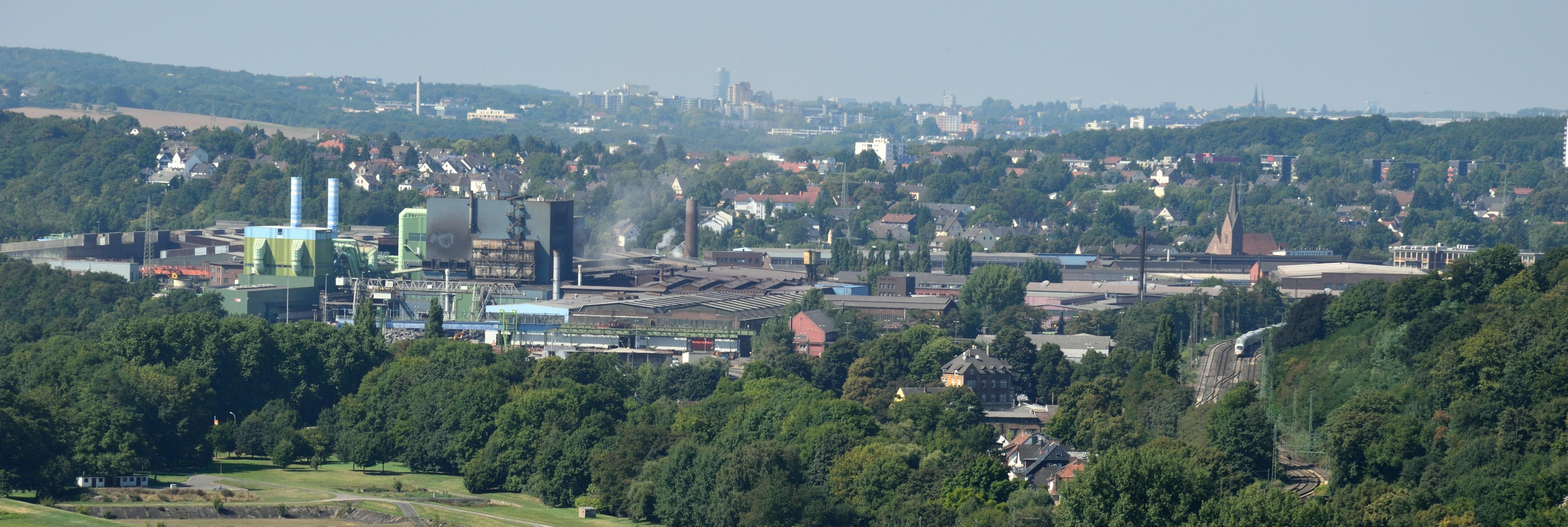
Fabrikgelände in Witten

Die Produktpalette der Deutschen Edelstahlwerke reicht vom gezogenen Draht mit 4,5 mm Durchmesser bis hin zu geschmiedeten Produkten von bis zu 1.100 mm Durchmesser. Insgesamt werden Draht, Stabstahl, Kurzstücken und Halbzeugen zur weiteren Verarbeitung erzeugt. Das Unternehmen produziert Werkzeugstähle, Edelbau- und Wälzlagerstähle, rost-, säure- und hitzebeständige Stähle (RSH-Stähle) sowie den Sonderwerkstoff Ferro-Titanit. Dieser ist ein pulvermetallurgisch hergestellter Hartstoff.
In den Betrieben der Deutschen Edelstahlwerke stehen zur Herstellung der bis zu 30 Meter langen Dornstangen eine Langschmiedemaschine sowie Richt- und Bearbeitungsaggregate zur Verfügung. Kaltwalzen sind ein weiteres Fertigprodukt des Unternehmens. Zur Herstellung werden Chromstähle (2-3 %-Chrom bis 7-12 %-Chrom) verwendet, die schmelzmetallurgische Prozesse wie das Elektro-Schlacke-Umschmelzverfahren (ESU) oder das Lichtbogen-Vakuum-Umschmelzen (LBV) durchlaufen. Sonderwerkstoffe werden von Specialty Steel und deren Vorgängerunternehmen seit den 1980er Jahren entwickelt und dienen unter anderem zum ballistischen Schutz der Karosserien von VIP-Limousinen. Die Stahlwerke sind mit 130-t-UHP-Lichtbogenöfen und vertikalen Stranggießanlagen bzw. Kreisbogenanlagen ausgestattet. Außerdem gibt es Walzwerke, Adjustagebetriebe, Wärmebehandlungsbetriebe, Schmiedebetriebe und Blankstahlbetriebe.

## Deutsche Edelstahlwerke Karrierewerkstatt

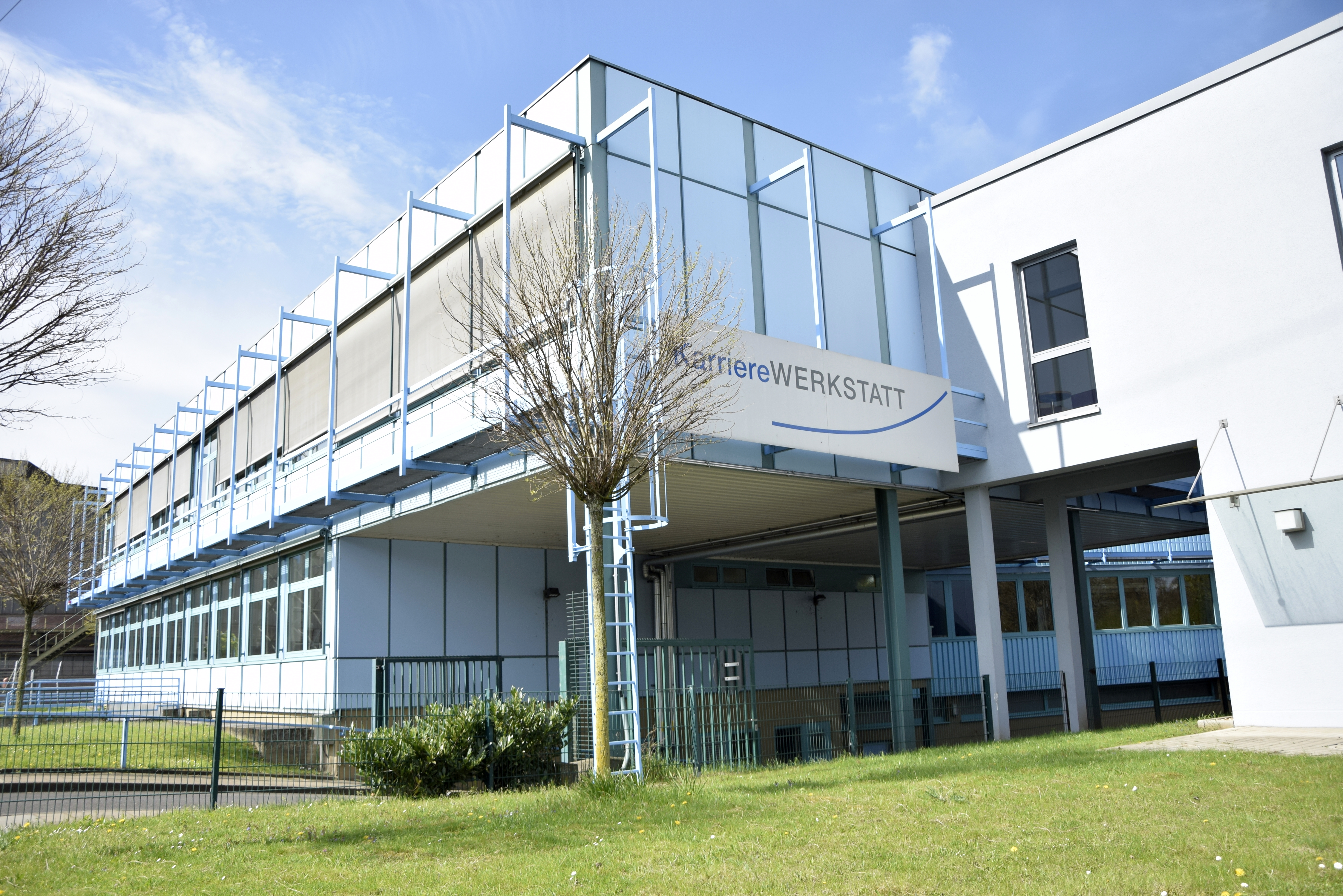
Karrierewerkstatt Witten

Die Deutsche Edelstahlwerke Karrierewerkstatt GmbH (Eigenschreibweise: Deutsche Edelstahlwerke KarriereWERKSTATT GmbH) wurde 2007 als Tochterunternehmen der Deutschen Edelstahlwerke gegründet und macht Unternehmen unterschiedliche Bildungsangebote. Dazu gehören die berufliche Erstausbildung, berufliche Umschulungen, die Vorbereitung zur Externenprüfung, Sonderprogramme sowie Schulungen aus dem jährlich erscheinenden Qualifizierungsprogramm. 2012 erweiterte sie ihren Schulungsbereich mit der Inbetriebnahme des Fahrwerks, einer Trainingshalle, die dazu dient, Mitarbeiter und externe Teilnehmer für den innerbetrieblichen Transport zu qualifizieren.
Aktuell umfasst die Karrierewerkstatt drei Standorte in Nordrhein-Westfalen: Witten (Hauptsitz), Siegen und Hagen sowie Krefeld als Bildungskoordination. Die Karrierewerkstatt ist von der Prüfkommission Certqua zertifiziert für das Qualitätsmanagementsystem im Bereich der Aus- und Weiterbildung.

## Deutsche Edelstahlwerke Härterei Technik
Das Tochterunternehmen Deutsche Edelstahlwerke Härterei Technik GmbH hat Niederlassungen in Stuttgart und Lüdenscheid. In den Härtereien werden in Kundenbetrieben gefertigte Werkzeuge in Vakuum-, Schutzgas- und Puls-Plasma-Anlagen gehärtet oder oberflächenbehandelt. In den Kammeröfen werden die Verfahren Anlassen, Auslagern, Spannungsarmglühen und Normalglühen durchgeführt.

## dhi Rohstoffmanagement
Die dhi Rohstoffmanagement GmbH ist ein Gemeinschaftsunternehmen der Deutsche Edelstahlwerke Services GmbH (51 %) und der Eisen- & Stein-Gesellschaft mbH Horn & Co. (49 %). Das im September 2012 gegründete Unternehmen befasst sich mit der Beschaffung, Aufbereitung und Logistik von legierten und unlegierten Schrotten.